# Stoczek Łukowski (gmina)
Pour les articles homonymes, voir Stoczek Łukowski (homonymie).
Stoczek Łukowski est une gmina rurale (gmina wiejska) du powiat de Łuków, dans la Voïvodie de Lublin, dans l'est de la Pologne.
Son siège administratif (chef-lieu) est la ville de Stoczek Łukowski, bien qu'elle ne fasse pas partie du territoire de la gmina.
La gmina couvre une superficie de 173,46 km2 pour une population de 8 566 habitants en 2006.

## Histoire
De 1975 à 1998, la gmina est attachée administrativement à l'ancienne Voïvodie de Siedlce.

Depuis 1999, elle fait partie de la nouvelle voïvodie de Lublin.

## Géographie
La gmina inclut les villages (sołectwa) de:

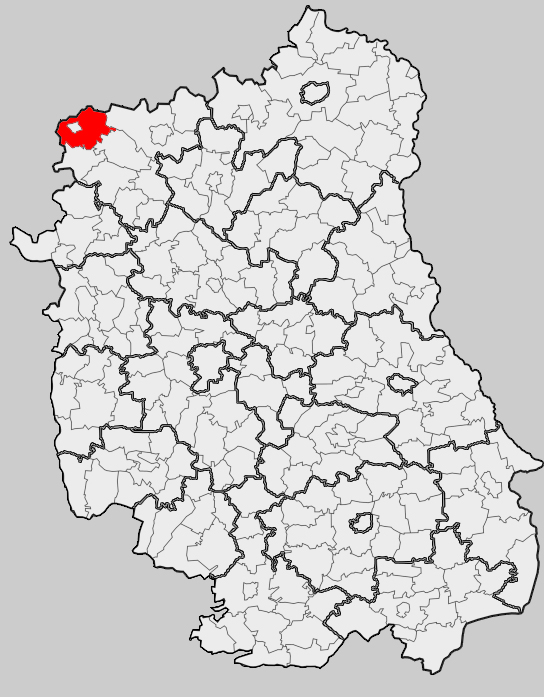
Position de la gmina dans la voïvodie

- Aleksandrówka
- Błażejki
- Borki
- Celej
- Guzówka
- Jagodne
- Jamielne
- Jamielnik-Kolonia
- Januszówka
- Jedlanka
- Kamionka
- Kapice
- Kienkówka
- Kisielsk
- Łosiniec
- Mizary
- Nowa Prawda
- Nowe Kobiałki
- Nowy Jamielnik
- Rosy
- Róża Podgórna
- Ruda
- Stara Prawda
- Stara Róża
- Stare Kobiałki
- Stary Jamielnik
- Szyszki
- Toczyska
- Turzec
- Wiśniówka
- Wola Kisielska
- Wólka Poznańska
- Wólka Różańska
- Zabiele
- Zgórznica

### Gminy voisines
La gmina de Stoczek Łukowski est voisine de:

la ville de:
- Stoczek Łukowski

et des gminy de:
- Borowie
- Domanice
- Łuków
- Miastków Kościelny
- Stanin
- Wodynie
- Wola Mysłowska

## Structure du terrain
D'après les données de 2002, la superficie de la commune de Stoczek Łukowski est de 173,46 kilomètres carrés, répartis comme telle :
- terres agricoles : 75 %
- forêts : 197 %

La commune représente 12,44 % de la superficie du powiat.

## Démographie
Données du 30 juin 2004:
| Description        | Total  | Total | Femmes | Femmes | Hommes | Hommes |
| ------------------ | ------ | ----- | ------ | ------ | ------ | ------ |
| Unité              | Nombre | %     | Nombre | %      | Nombre | %      |
| Population         | 8 682  | 100   | 4 272  | 49,2   | 4 410  | 50,8   |
| Densité (hab./km²) | 50,1   | 50,1  | 24,6   | 24,6   | 25,4   | 25,4   |